# Rosario-Victoria-Brücke
Die Rosario–Victoria–Brücke (spanisch Puente Rosario-Victoria) ist die umgangssprachliche Bezeichnung für das Bauwerk zwischen den argentinischen Städten Rosario in der Provinz Santa Fe und Victoria in der Provinz Entre Ríos.
Tatsächlich besteht die Verbindung, mit der die Nationalstraße 174 über den Rio Paraná und sein ausgedehntes Hochwasserbett geführt wird, aus mehreren Brücken, Viadukten und Dämmen. Sie ist insgesamt etwa 59 km lang, wovon gut 12 km auf Brücken und Viadukte entfallen. Die als Verlängerung der Ringstraße von Rosario in ihrem nördlichen Vorort Granadero Baigorria beginnende Strecke ist auf der Hauptbrücke zunächst vierspurig, von der Mautstelle an bis Victoria aber nur zweispurig mit breiten Randstreifen. Die offiziell Conexión Vial Rosario-Victoria (Straßenverbindung Rosario–Victoria) genannte Straße ist mautpflichtig, Fußgänger und Radfahrer sind nicht zugelassen.
Die Bauarbeiten begannen 1998, wurden jedoch mehrfach unterbrochen, insbesondere infolge von Finanzierungsengpässen während der Argentinien-Krise, so dass sie nicht wie geplant im September 2002 fertiggestellt werden konnte. Für den öffentlichen Verkehr wurde die Brücke am 22. Mai 2003 freigegeben.
Flussaufwärts ist der etwa 130 km entfernte Túnel Hernandarias die nächste feste Querung des Rio Paraná. Flussabwärts gibt es nur noch den etwa 230 km entfernten Complejo Zárate – Brazo Largo.

## Schrägseilbrücke

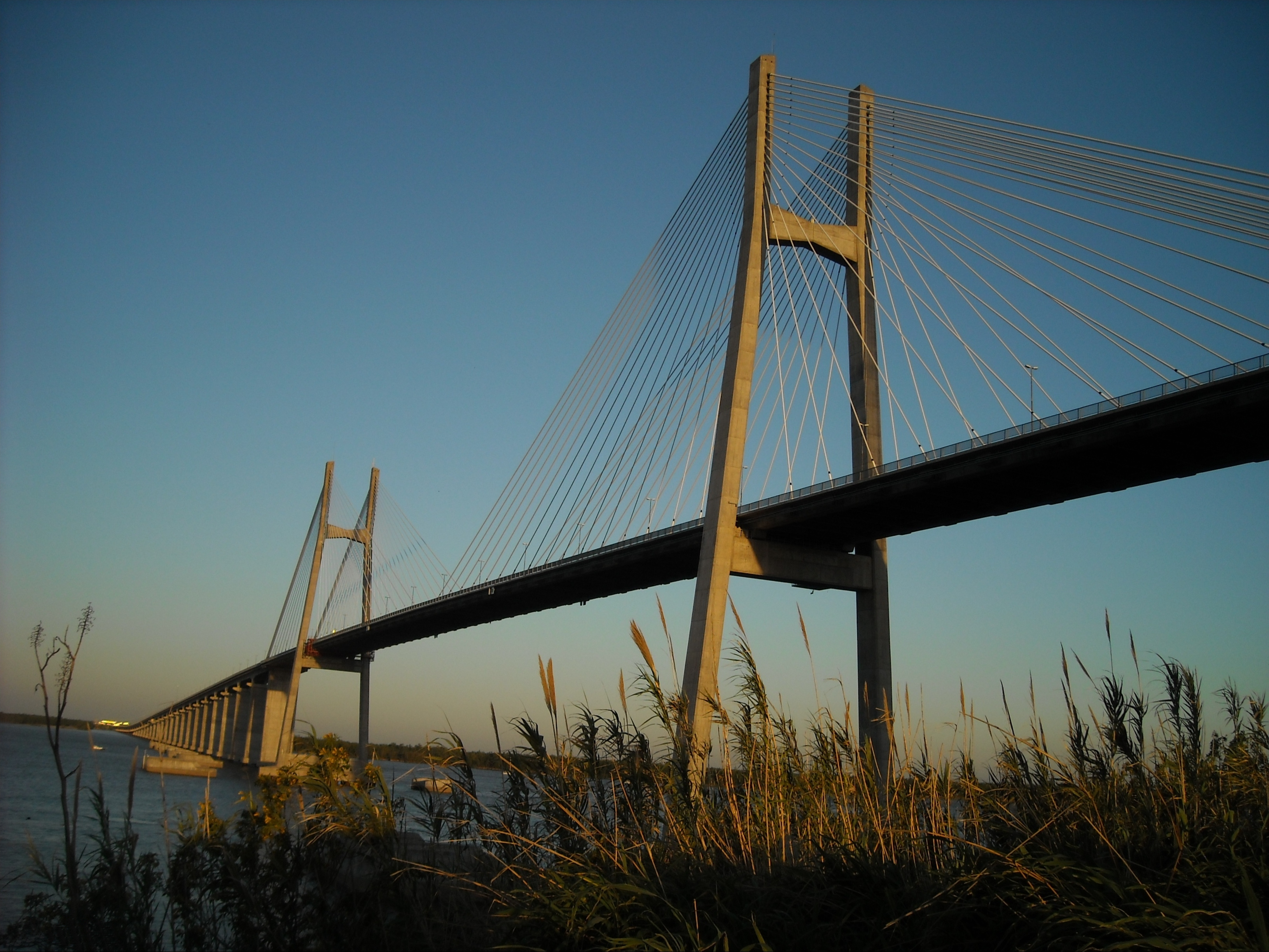
Hauptbrücke

Die Hauptbrücke, offiziell Puente Nuestra Señora del Rosario genannt, steht unmittelbar am rechten Ufer und bildet den Anfang der Verbindung. Es ist eine nach Plänen von Leonhardt, Andrä und Partner errichtete, 608 m lange und 21,3 m breite Schrägseilbrücke mit einer Spannweite von 350 m in der Hauptöffnung und 120 m in den beiden Seitenöffnungen. Sie hat eine lichte Höhe von 50,3 m und deshalb entsprechend lange Rampenbrücken, die sich im Westen 1131 m lang in den Ort Granadero Baigorria und im Osten 2,4 km bis zur ersten Dammaufschüttung und der darauf folgenden Mautstelle erstrecken. Die Brücke samt ihren Rampen ist vierspurig mit Betonleitwänden an den Seiten und zwischen den Richtungsfahrbahnen. Sie hat außerhalb der Seile je einen Gehweg, die aber jenseits der Rampenbrücken keine Fortsetzung haben.
Die Pylone und der Fahrbahnträger der Schrägseilbrücke wie auch die Rampenbrücken bestehen aus Stahlbeton. Der Fahrbahnträger wird von 128 Schrägseilen mit einem Gesamtgewicht von 740 t getragen.
Zum Schutz der Schrägseilbrücke vor dem Anprall eines Schiffes wurden große Schiffsabweiserbauwerke in einem lichten Abstand von 17,5 m vor ihren Pylonen und den folgenden sieben stromseitigen Pfeilern der Rampenbrücke errichtet. Sie bestehen aus mehreren, bis zu 60 m langen und 2 m starken Stahlrohren, die mit armiertem Beton gefüllt sind und im Abstand von 5 m in den Untergrund eingebracht wurden. Die Köpfe der Pfeiler sind gelenkig mit einer sehr steifen Stahlbetonplattform verbunden. Der Konstruktion wurde der Anprall eines Schiffes mit einer Wasserverdrängung von 43.000 t (was einem Schiff von 204 m Länge und 32 m Breite entspricht) und einer Geschwindigkeit von 4,64 m/s (16,7 km/h bzw. 9 kn) flussabwärts zugrunde gelegt.
Durch diese Schiffsabweiser wird die lichte Weite zwischen den Pylonen auf 300 m reduziert.